# الكرملين - بيساتر (مترو باريس)
الكرملين - بيساتر (بالفرنسية: Le Kremlin-Bicêtre)‏ هي محطة مترو تابعة لمترو باريس تقع في فرنسا في لي كرملين-بيسيتر.[بحاجة لمصدر]